# Amazona guildingii
Amazona guildingii là một loài chim trong họ Psittacidae.

## Hình ảnh

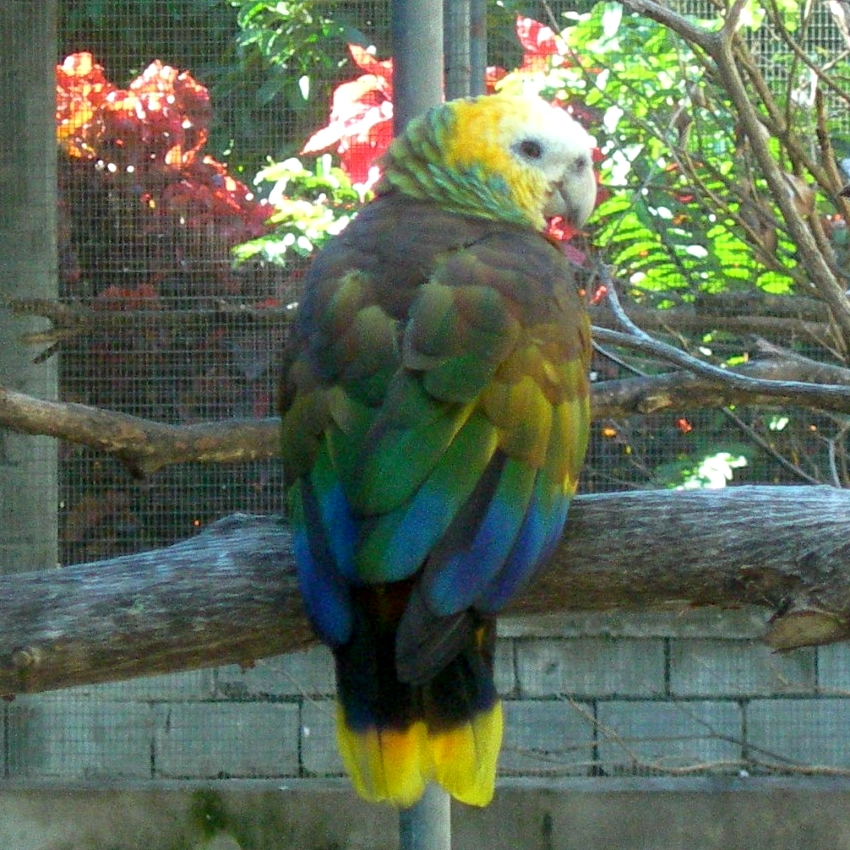
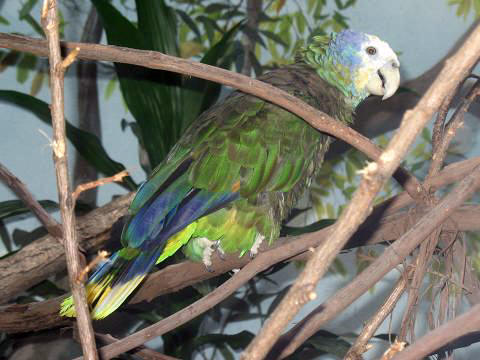